# Малавийско-угандийские отношения
Малави и Уганда поддерживают международные дипломатические отношения с 1964 года. Обе страны являются членами Африканского союза, Содружества наций, Движения неприсоединения и Группы 77.

## Торговля
Торговля между Малави и Угандой низка.